# ریوسکه هاشیموتو
ریوسکه هاشیموتو (انگلیسی: Ryosuke Hashimoto؛ زادهٔ ۱۵ ژوئیهٔ ۱۹۹۳) خوانندگی اهل ژاپن است. وی از سال ۲۰۰۴ میلادی تاکنون مشغول فعالیت بوده‌است.